# Вуков ћошак
Вуков ћошак је била краткометражна дечја телевизијска серија Редакције програма за децу и младе РТВ Београда, која се првобитно емитовала од 1986. године. Уредник серије је била Донка Шпичек. Серија Вуков ћошак емитована је поводом двестоте годишњице рођења Вука Караџића. Намењена је деци најмлађег узраста и реализована као играна серија. Сценарио је написала Биљана Максић, а режија је поверена Милошу Радовићу.

## Кратак садржај
Серија се фокусира на риђокосог дечака Максића (Слободан Негић) кога учитељ на почетку часа прозива и поставља му загонетку: "Два локвања око пања, шта је то? Хајде реци нам… ти Максићу!" Максић би устао и збуњено промуцао "Па… то је земља и два месеца", на шта би се учитељ забезекнуо и избечио на њега и послао га у ћошак. 
Из тог ћошка Максић је путовао у својој машти на најразличитија места, а добра вила, му је правила друштво. У овој серији се појављују и митски ликови попут Марка Краљевића и виле Равиојле. Епизода би се завршавала песмом Довиђења, довиђења... коју би Максић певао са вилом са којом је плесао поред морског пристаништа.

## Улоге
| Глумац            | Улога         |
| ----------------- | ------------- |
| Слободан Негић    | дечак Максић  |
| Чедомир Петровић  | учитељ        |
| Даница Максимовић | вила Равиојла |
| Марко Ратић       |               |